# خط کیسی کاناماچی
خط کیسی کاناماچی (به ژاپنی: 京成金町線, Keisei-Kanamachi sen) یک خط‌آهن بطول ۲٫۵ کیلومتر وابسته به شرکت راه‌آهن کیسی در کاتسوشیکا-کو، توکیو است.